# Hauptgebäude der Montanuniversität Leoben

Westliche Hauptfront, Franz Josef-Straße 18

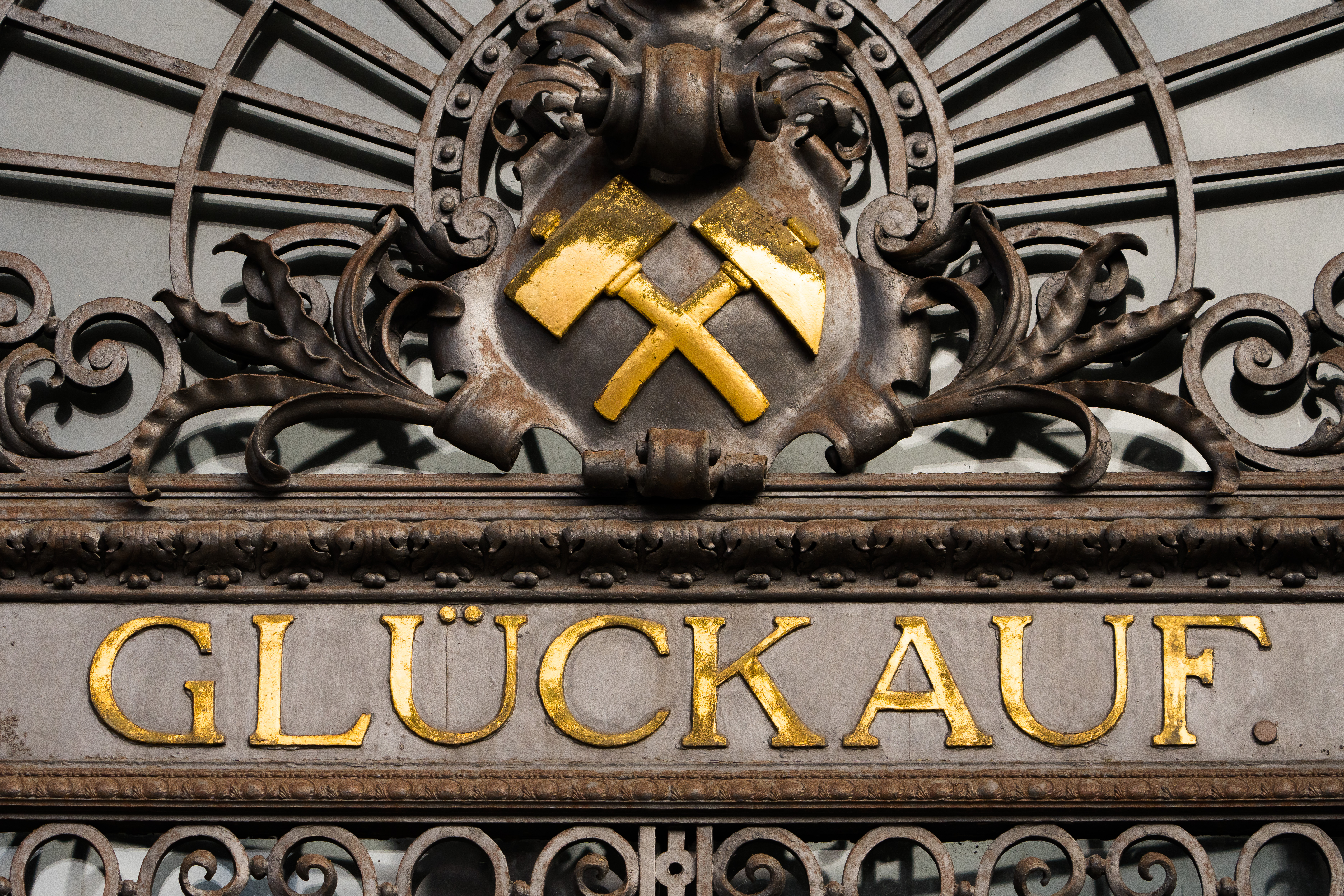
Die Verzierung über dem Hauptportal ist ein Beispiel für die architektonischen Bezüge zum Bergwesen

Das Hauptgebäude der Montanuniversität Leoben ist seit seiner Fertigstellung 1909 das zentrale Gebäude der Universität, die damals noch den Namen k.k. Montanistische Hochschule trug. Es befindet sich in der Franz Josef-Straße 18 im Zentrum von Leoben.
Das Gebäude steht unter Denkmalschutz (Listeneintrag). Es ist eines der zentralen Gebäude im nach 1889 planmäßig angelegten Stadterweiterungsgebiet Josefee.

## Außenarchitektur
Das an den Barockstil angelehnte Hauptgebäude umspannt in seiner ursprünglichen Form eine Fläche von 77,30 × 62,80 m. Der 1585 m² große Innenhof wird von 3362 m² überbauter Fläche eingeschlossen.

### Straßenseitige Fassaden
Die der Franz Josef-Straße zugewandte Hauptfront ist nach Westen ausgerichtet und wird durch einen prunkvollen Risaliten bestimmt, dessen obere Fensterreihe zur Aula gehört. Nach oben wird er durch einen mit Kartuschen und dem Reichsadler geschmückten Giebel abgeschlossen, in seinem unteren Bereich befinden sich die drei Portale des Haupteingangs. Diese sind gegenüber des Niveaus der vorbeiführenden Straße leicht erhöht und werden durch eine breite Freitreppe aus Granit, sowie zwei Auffahrtsrampen erschlossen. Über dem mittleren Portal verkündet eine zierende Inschrift den bergmännischen Gruß Glückauf. Der berg- und hüttenmännische Bezug wird durch zahlreiche Symbole an der westlichen, südlichen und östlichen Gebäudefront unterstrichen, im Wesentlichen Schlägel und Eisen und Grubenlampen.

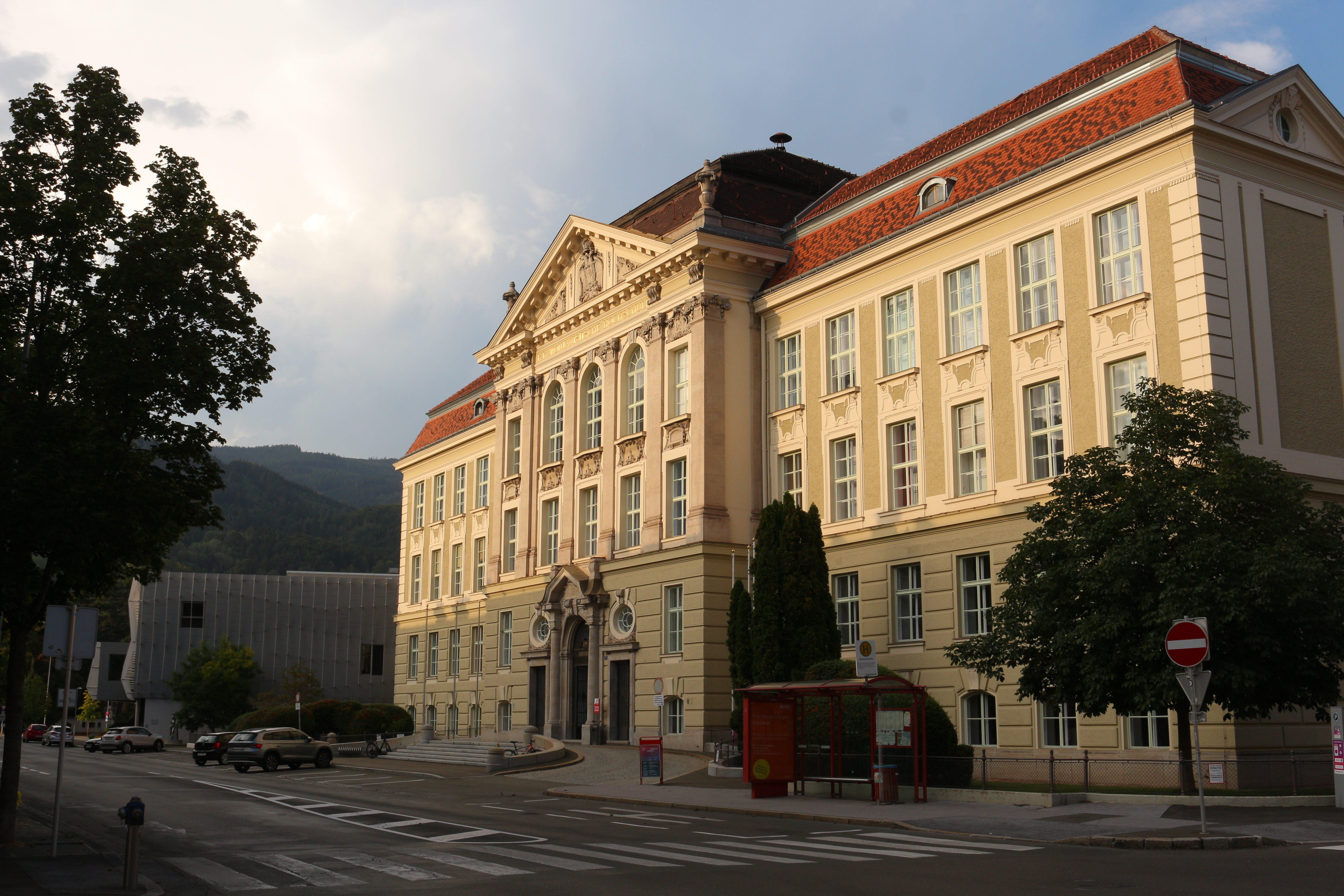
Westfassade
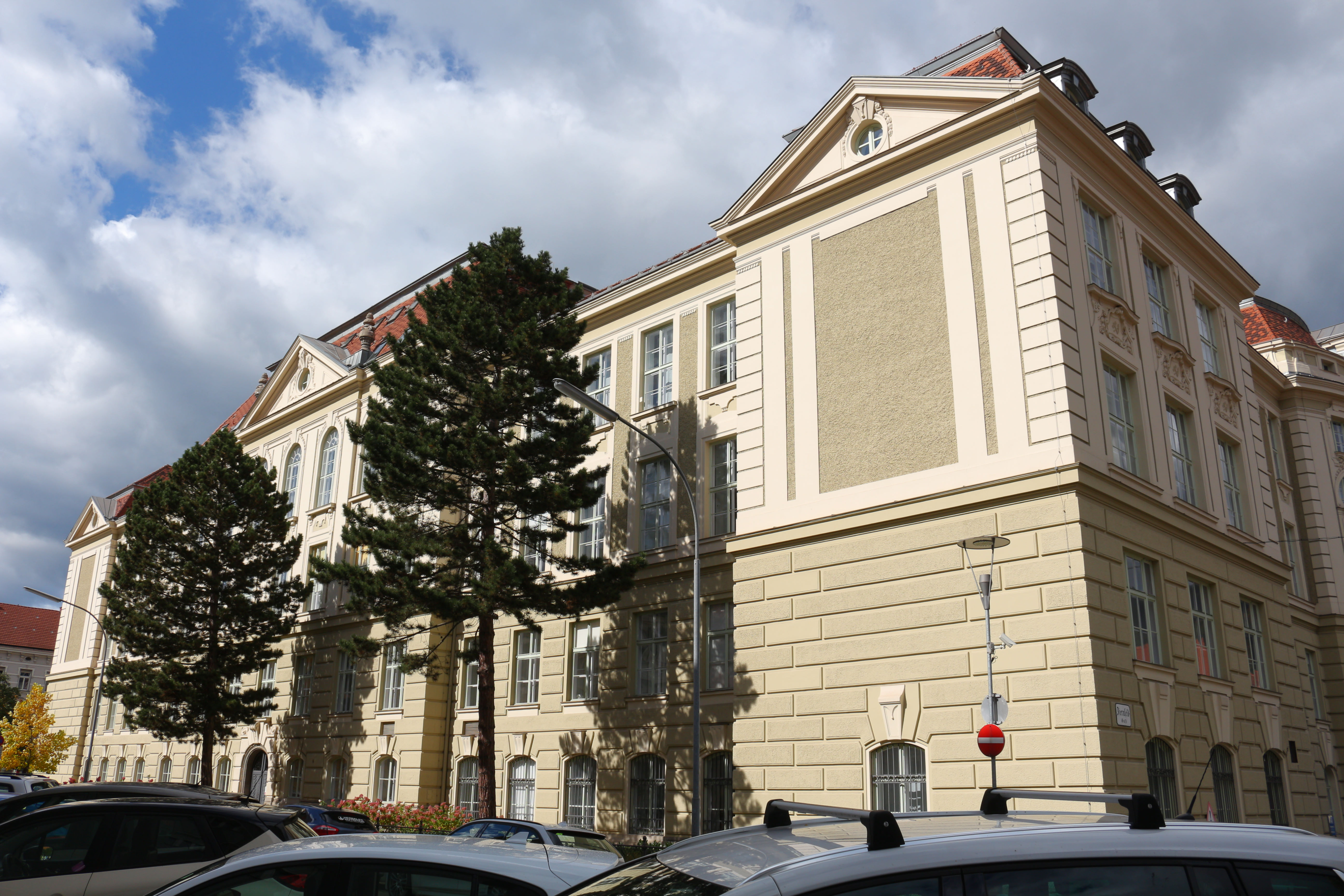
Südfassade
Ostfassade
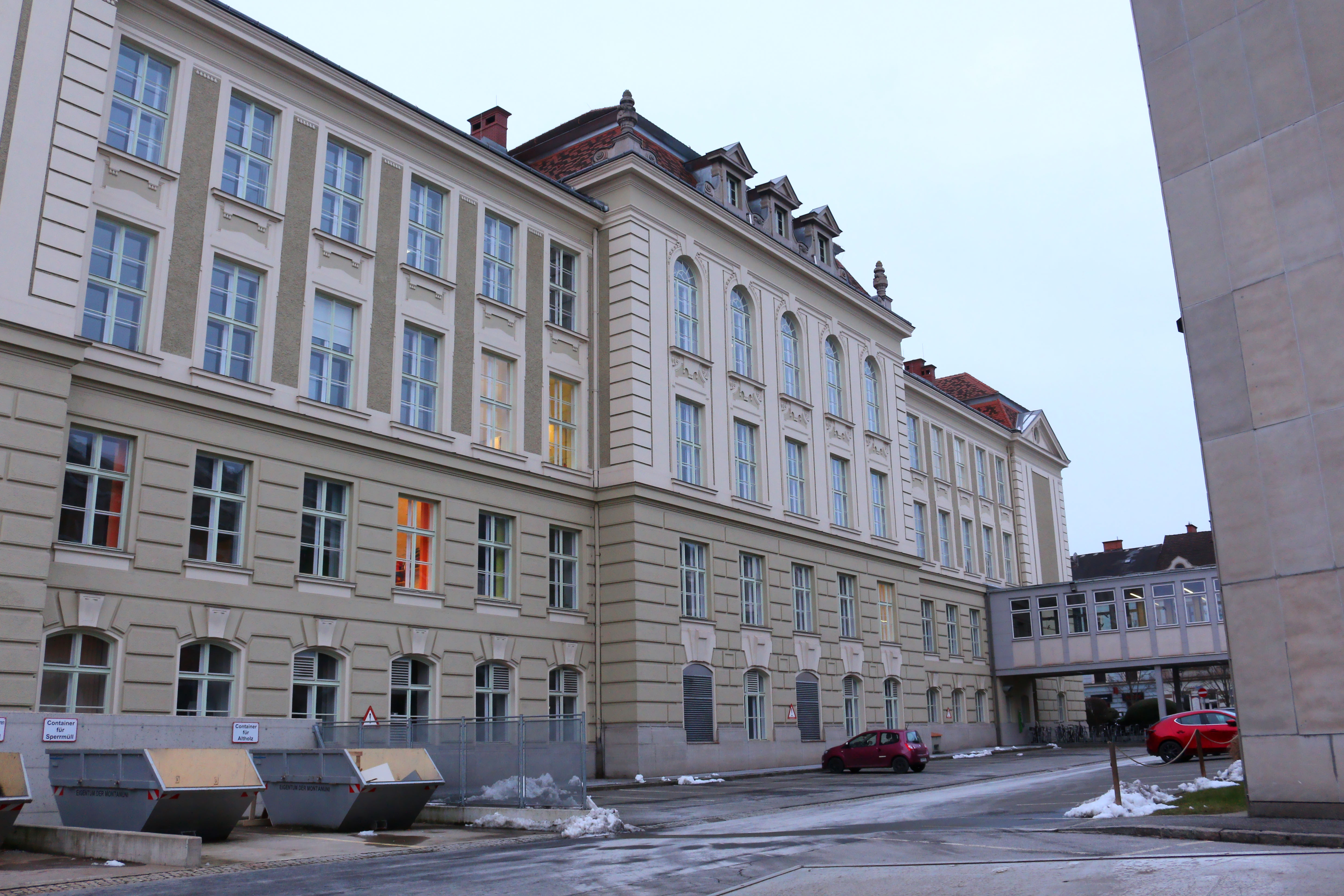
Nordfassade

### Hofseitige Fassaden

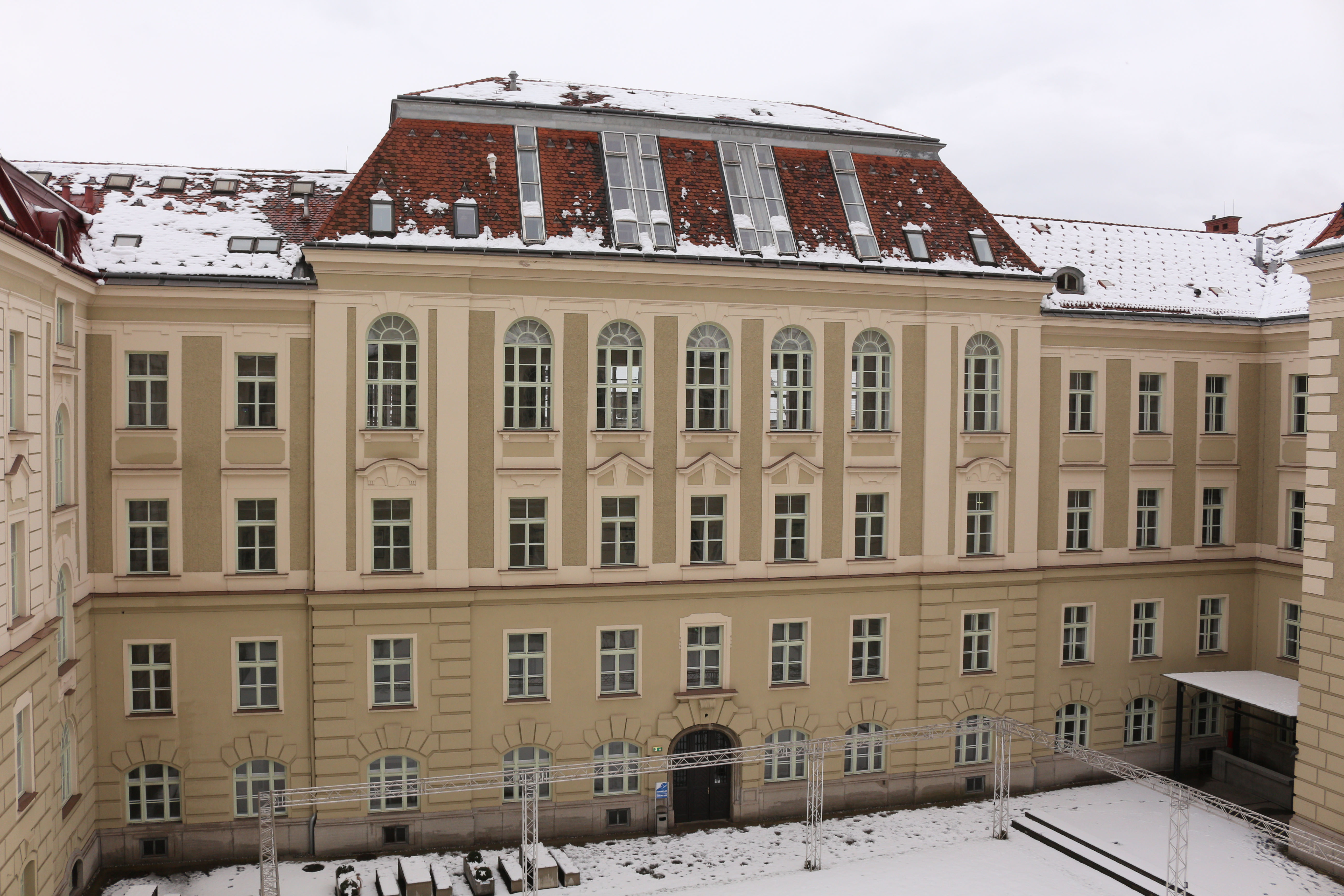
Südseite des Innenhofs
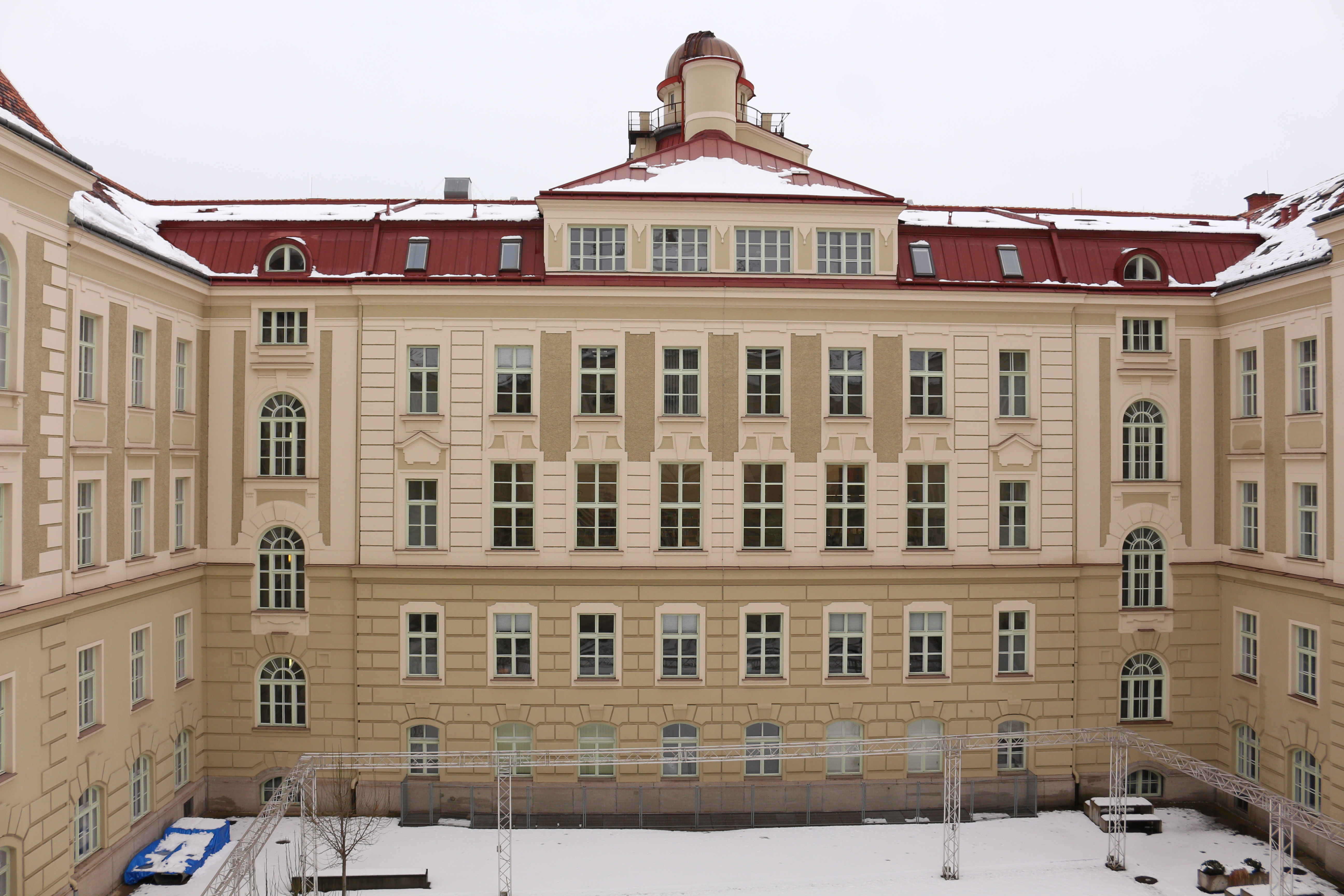
Ostseite des Innenhofs
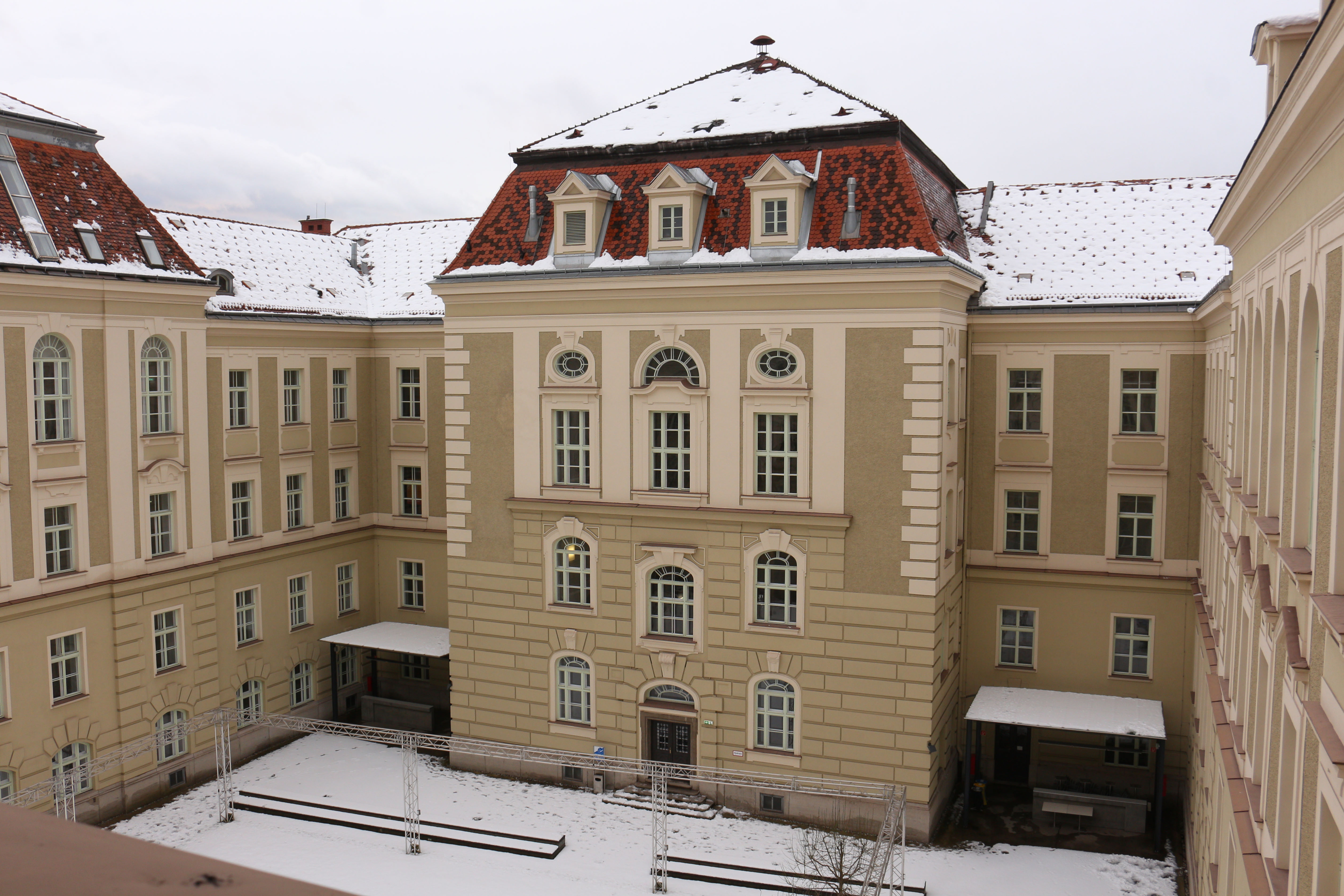
Westseite des Innenhofs

### Sternwarte
Mittig auf dem Dach des Osttraktes befindet sich ein astronomisches Observatorium.

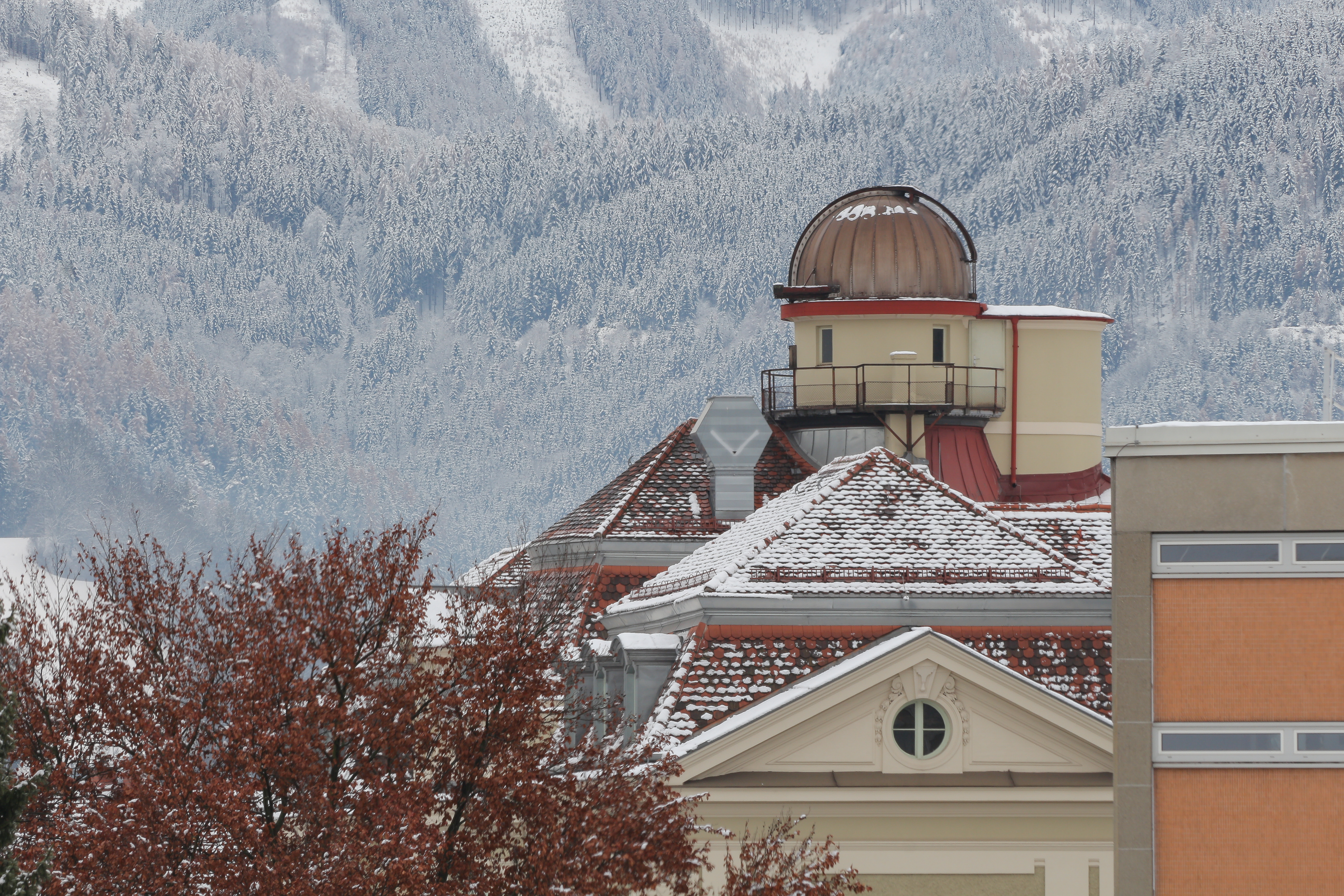
Sternwarte aus Nordrichtung

## Innenarchitektur

### Haupt- und Nebenstiegen

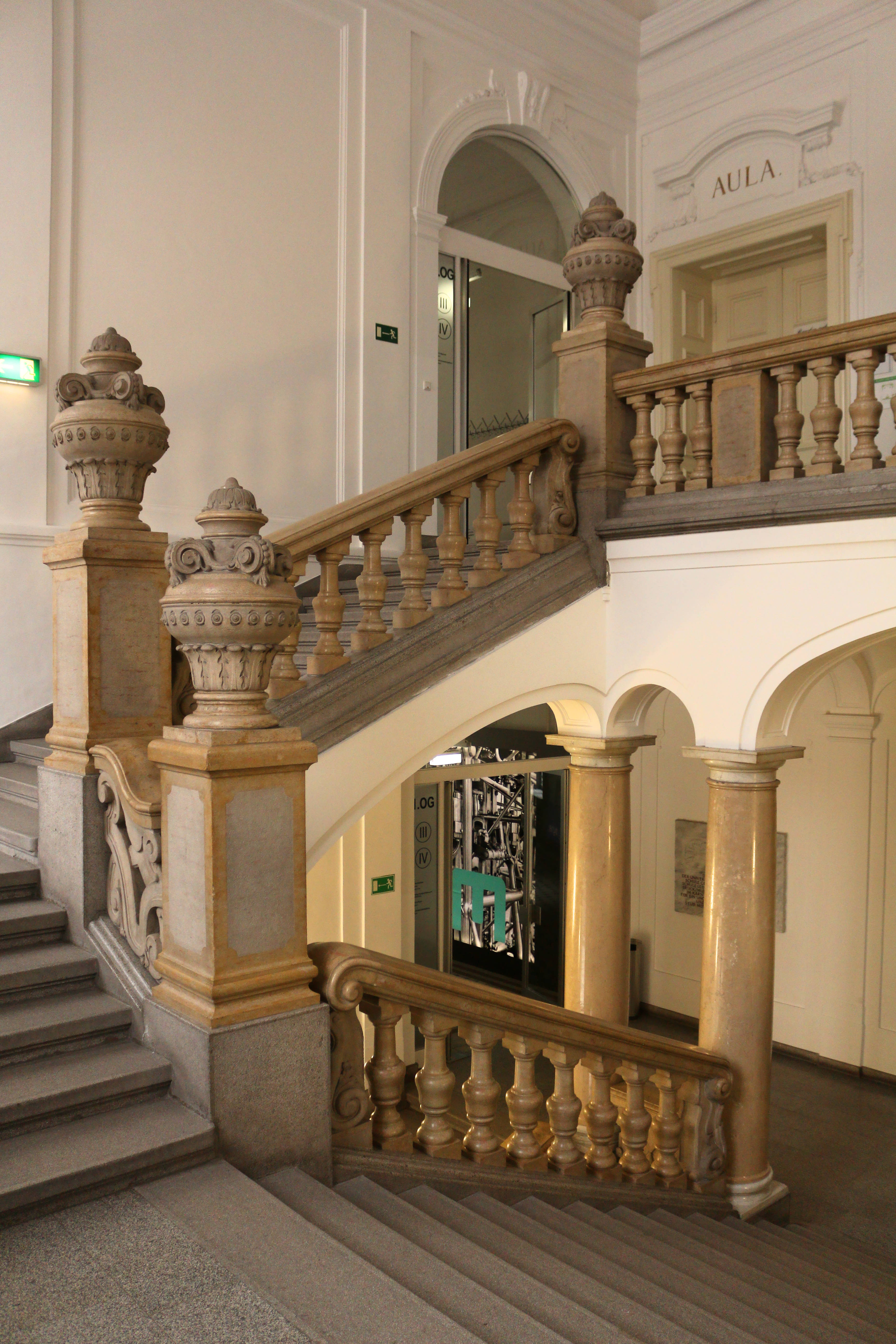
Hauptstiege zwischen zweitem und drittem Obergeschoß

Der Haupteingang führt über eine Eingangshalle zur dreiarmigen, doppelt auswerfenden Hauptstiege, die in den oberen Stockwerken von Rundsäulen aus Mayr-Melnhofschem Marmor getragen wird. Kapitell und Basis bestehen jeweils aus Carrara-Marmor. Die östliche Fassade umfasst zwei weitere, symmetrische Eingangsportale, die zu je einem kleineren Treppenaufgang führen. Die südliche, östliche und nördliche Seitenfront besteht jeweils aus einem Mittelrisaliten und zwei Eckrisaliten.

### Aula
Die Aula im zweiten Obergeschoß ist mit zahlreichen Stuckelementen verziert, die einerseits klassizistische Formen und andererseits bergmännische Symbole aufgreifen. Die Wände sind mit Halbsäulen runden und viereckigen Querschnitts gesäumt, die Lichtstimmung wird durch einen Kronleuchter mit mehr als 50 Einzellampen geprägt.

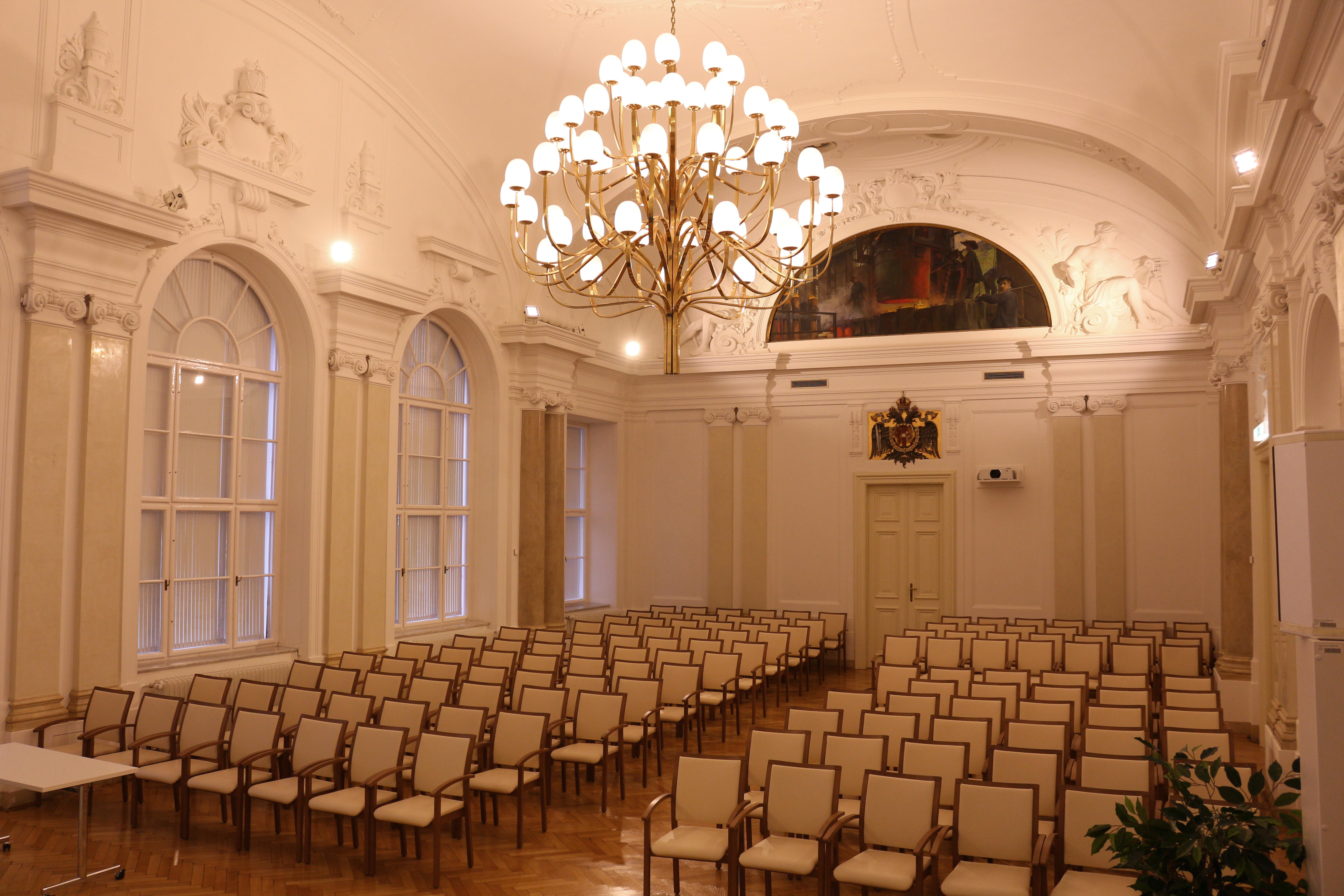
Blickrichtung Nordwesten
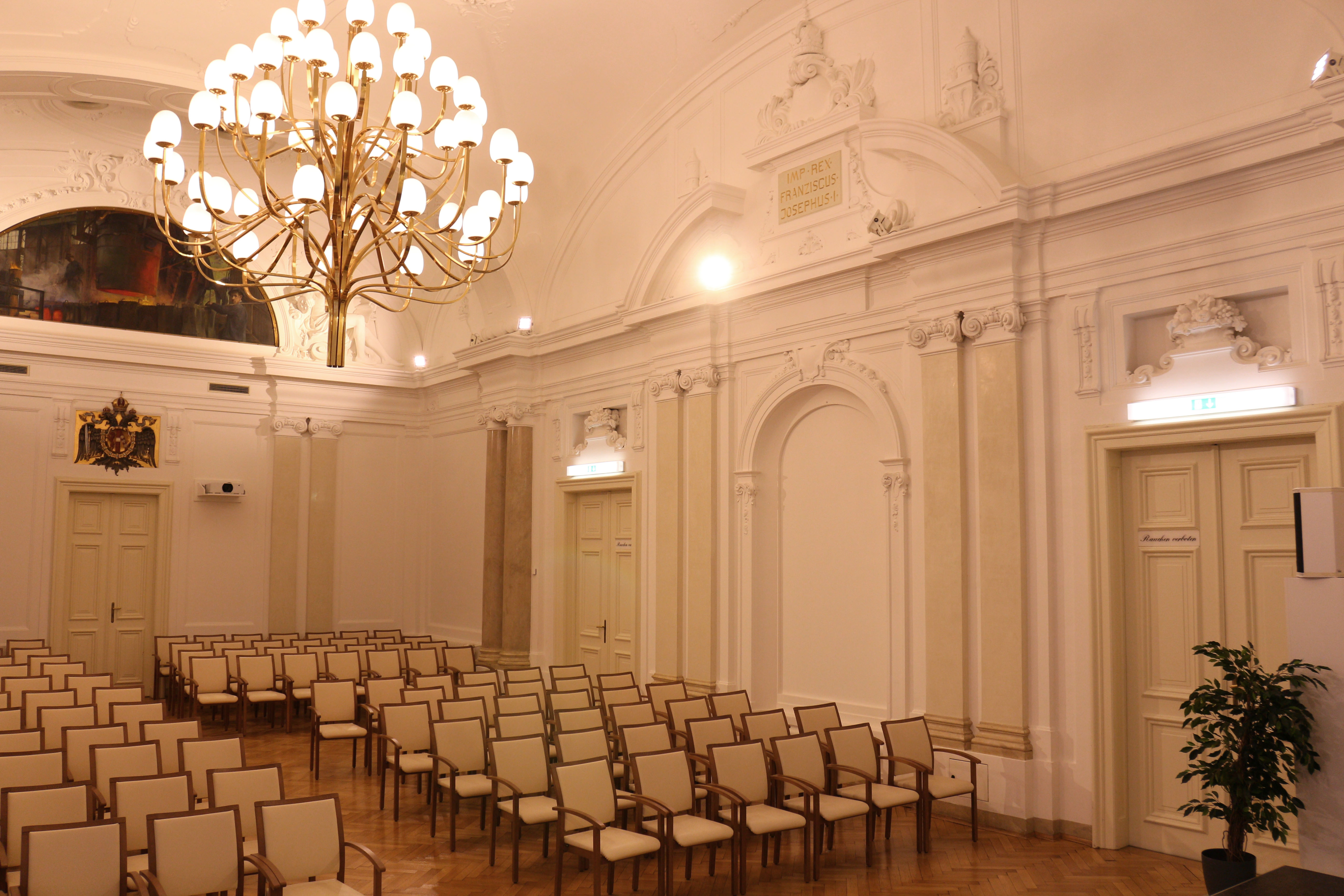
Blickrichtung Nordosten
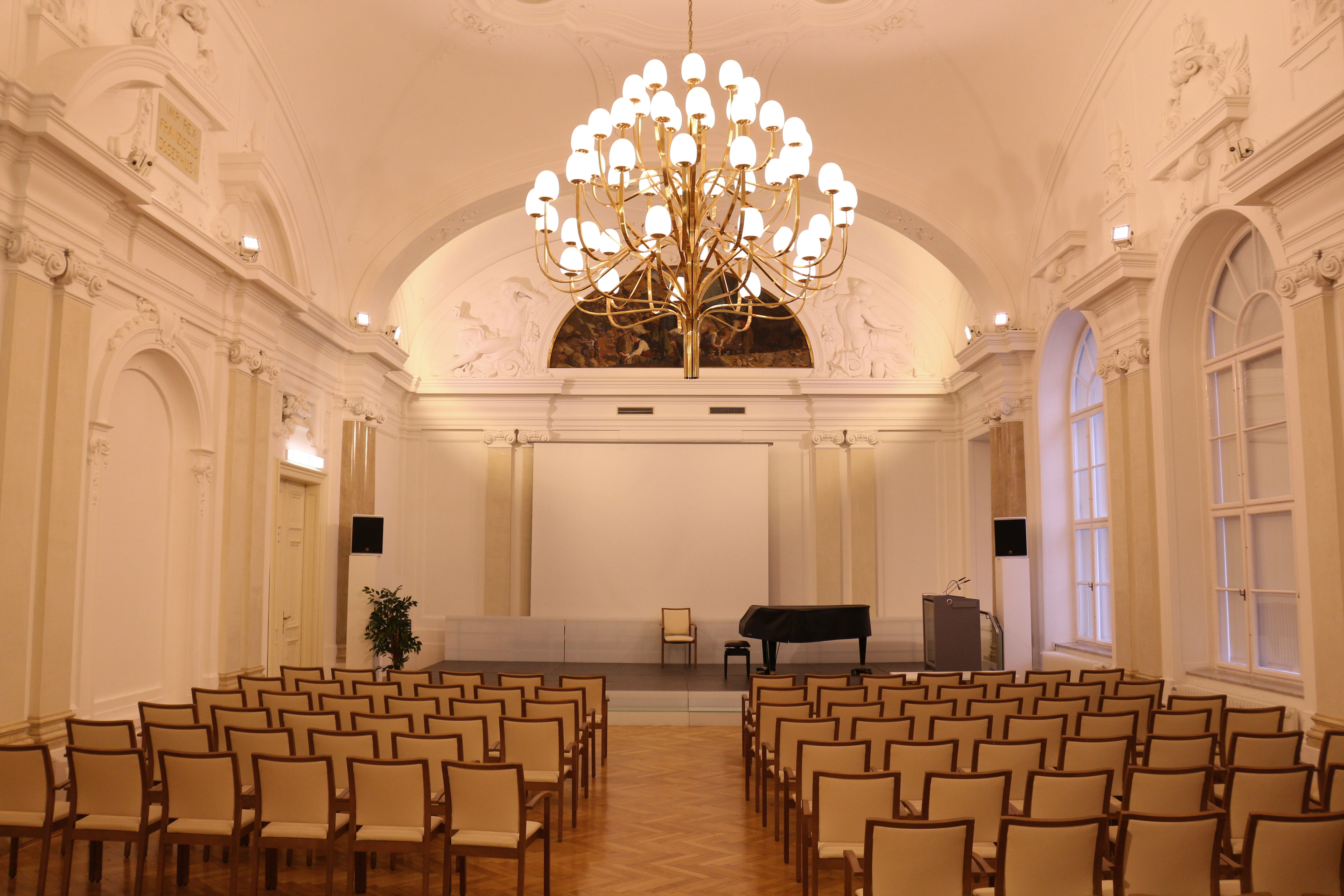
Blickrichtung Süden

Die Nord- und Südwand der Halle zieren halbovalförmige Gemälde, die Impressionen aus dem einstigen Alltag im Hütten- bzw. Bergwesen darstellen, und in prunkvolle Kassetten eingefasst sind.

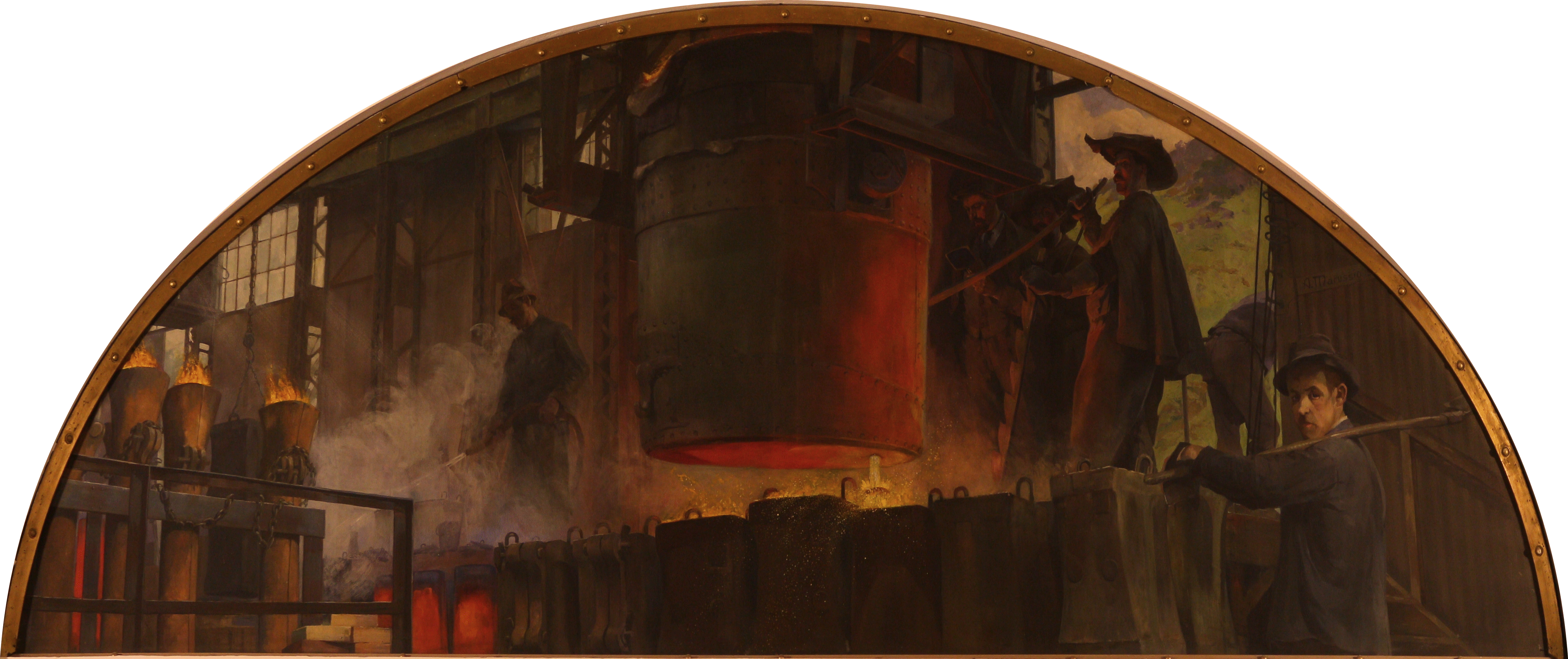
Hüttenwesen-Gemälde an der Nordwand
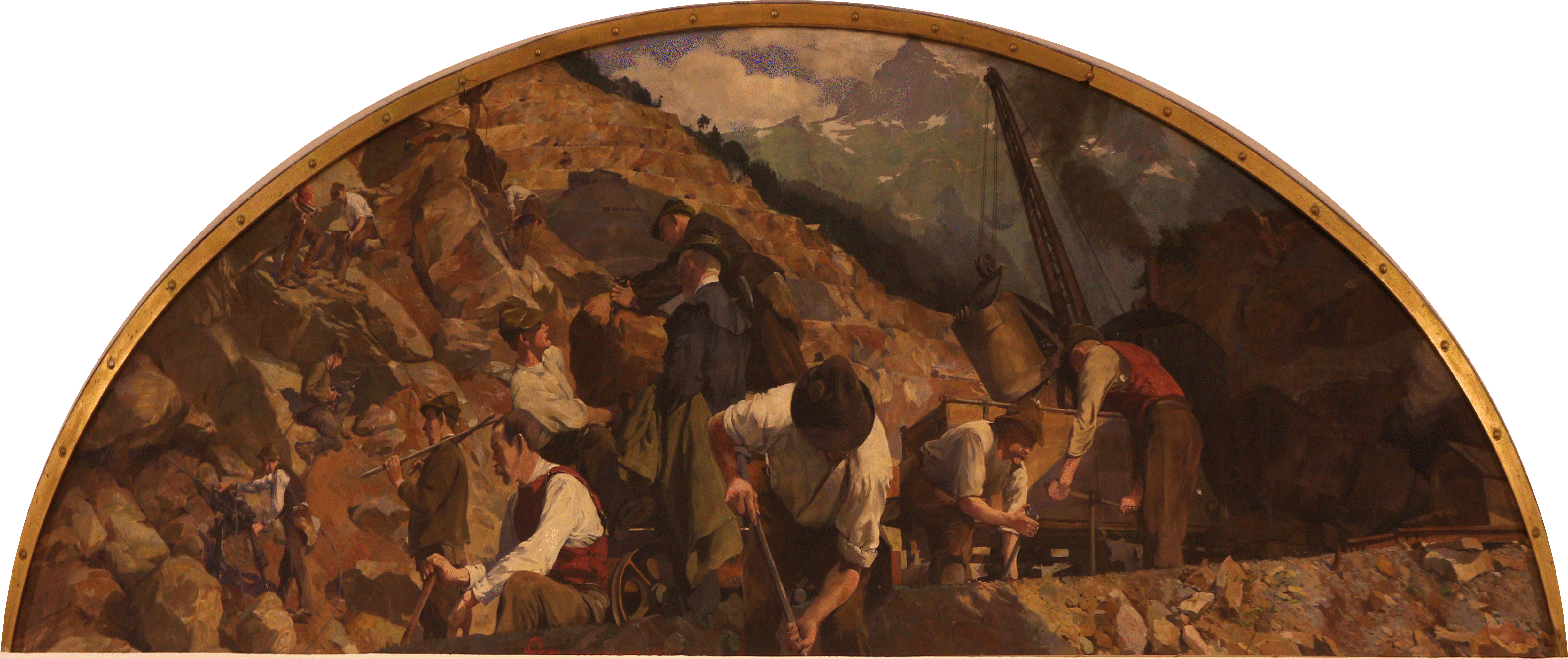
Bergwesen-Gemälde an der Südwand

### Säle

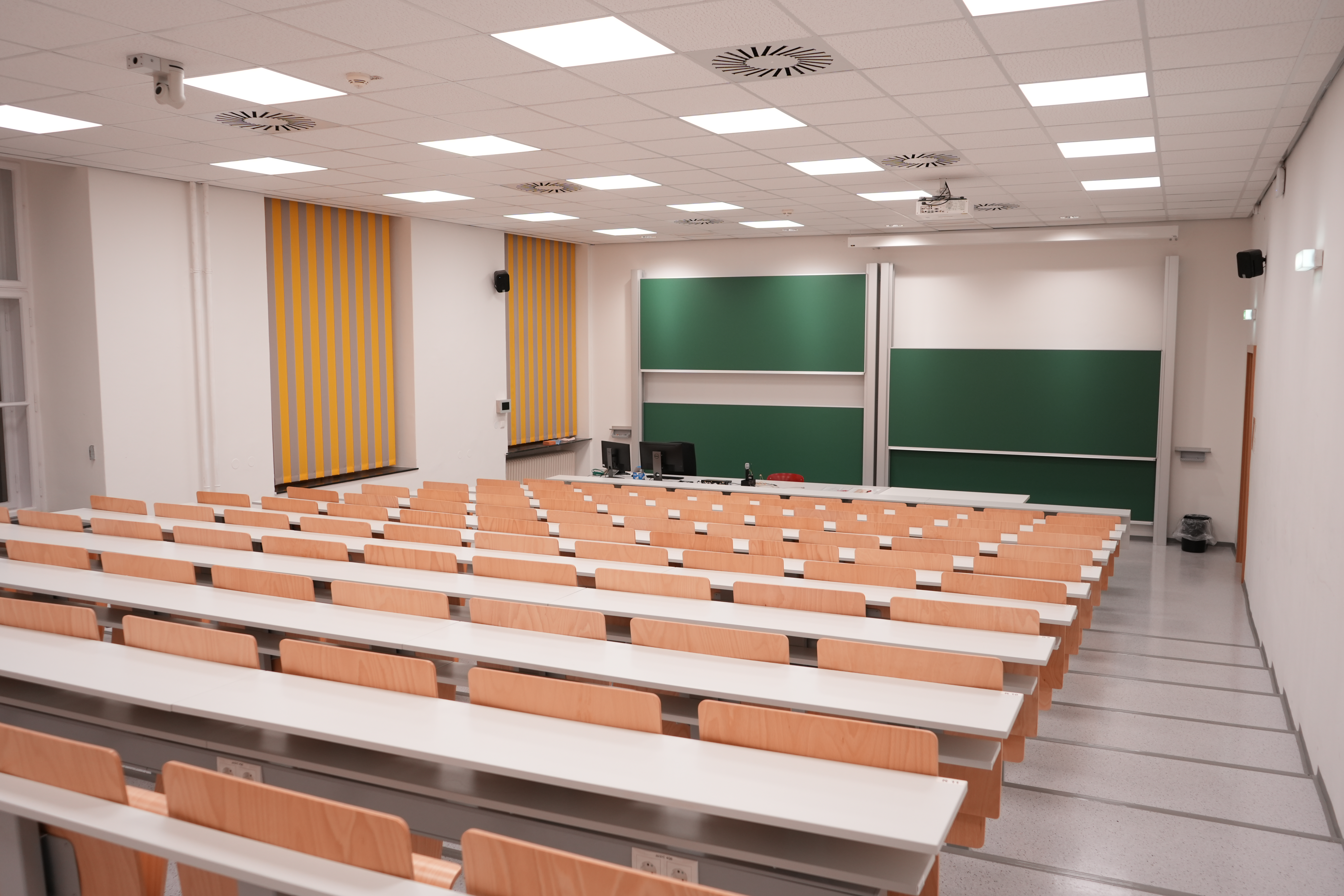
Hörsaal Elektrotechnik

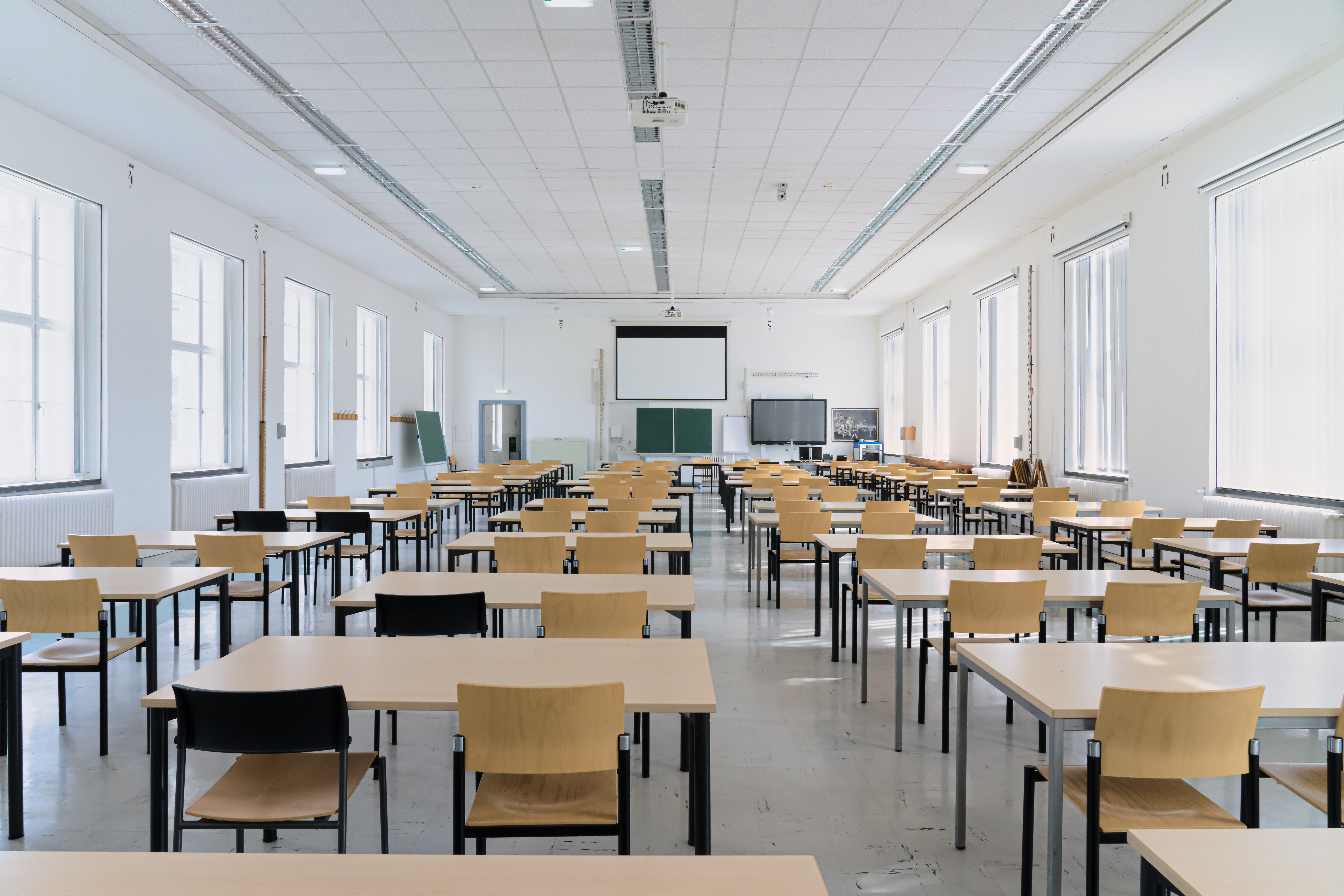
Zeichensaal

| Bezeichnung                      | Sitzplätze | Stockwerk |
| -------------------------------- | ---------- | --------- |
| Aula                             | 170        | +2        |
| Computerraum Hilbert             | 80         | +2        |
| Hörsaal Allgemeiner Maschinenbau | 88         | +1        |
| Hörsaal Bergbaukunde             | 81         | +2        |
| Hörsaal E                        | 44         | +2        |
| Hörsaal Elektrotechnik           | 110        | 0 (HP)    |
| Hörsaal Fördertechnik            | 48         | +1        |
| Hörsaal Markscheidekunde         | 126        | +2        |
| Hörsaal Physik                   | 90         | +1        |
| Zeichensaal                      | 120        | +2        |

## Geschichte

### Vorläufer

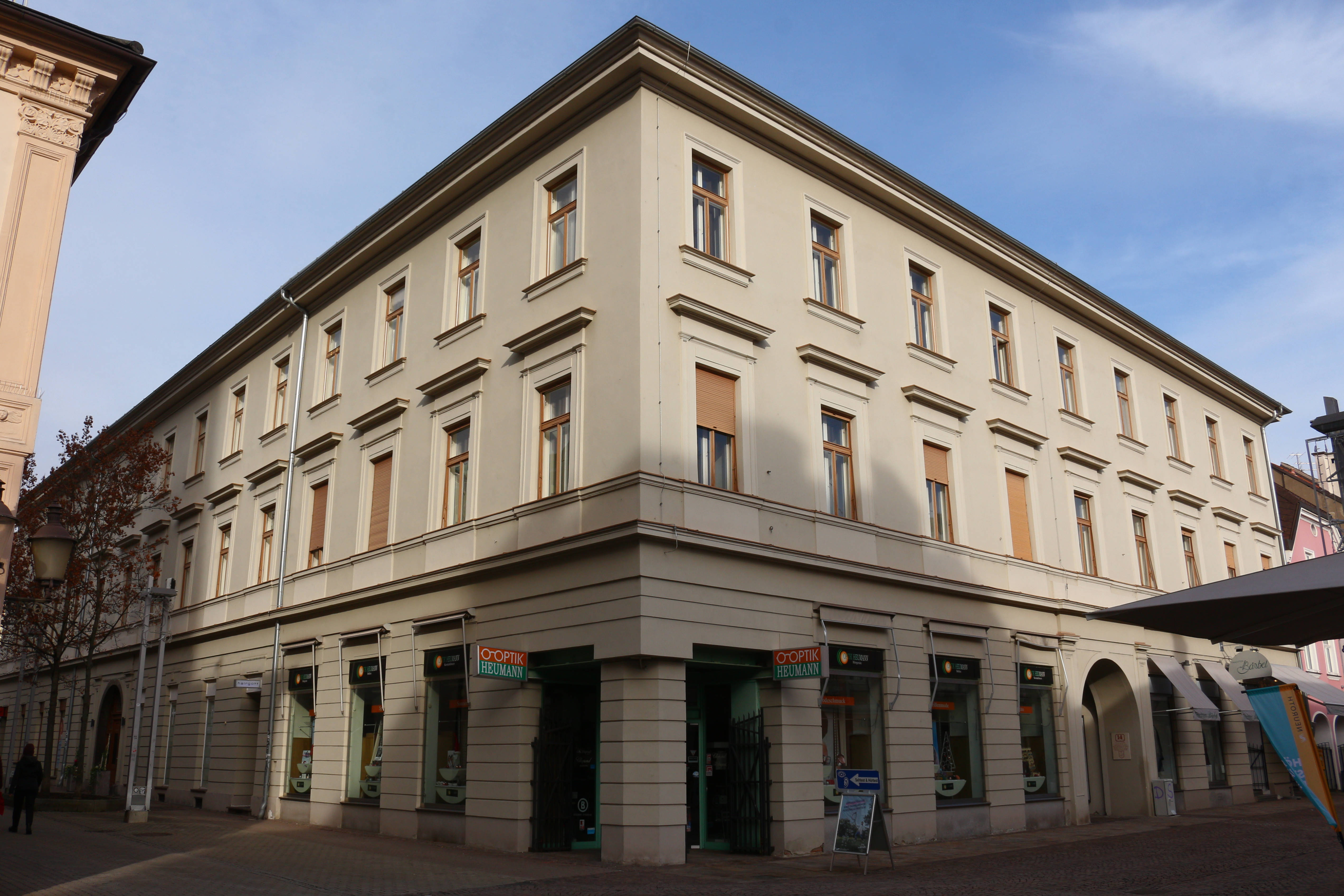
Ehemaliges Hauptgebäude in der Timmersdorfergasse 14

Die 1840 gegründete Steiermärkisch-Ständische Montanlehranstalt war zunächst im Raithaus im steirischen Vordernberg untergebracht. Im Zuge einer geplanten Erweiterung der Lehranstalt wurde diese 1849 nach Leoben verlegt, wobei das bis heute erhaltene Gebäude in der Timmersdorfergasse 14 als Hauptgebäude diente.

### Erbauung
Das Vorhaben, die nun k.k. Montanistischen Hochschule abermals zu erweitern, sollte durch einen großzügigen Neubau umgesetzt werden. Hierfür stellte die Stadtgemeinde Leoben 7503 m² Baugrund kostenlos zur Verfügung und übernahm zur Gänze die Vorfinanzierung des 1.300.000 Kronen teuren Bauvorhabens, wovon 900.000 Kronen geschenkt wurden. Die Leitung der Bauarbeiten oblag Viktor Seiner, durchgeführt wurden sie vom Leobner Baumeister Titus Thunhart.
Nach dem Spatenstich im März 1908 war bereits im Winter desselben Jahres das Dach errichtet. Im Herbst 1909 war die Fassade fertiggestellt, im Schlussstein wurde eine Gedächtnisurkunde versenkt. Am 22. Oktober 1910 wurde der Neubau feierlich eröffnet.

### Erweiterungen

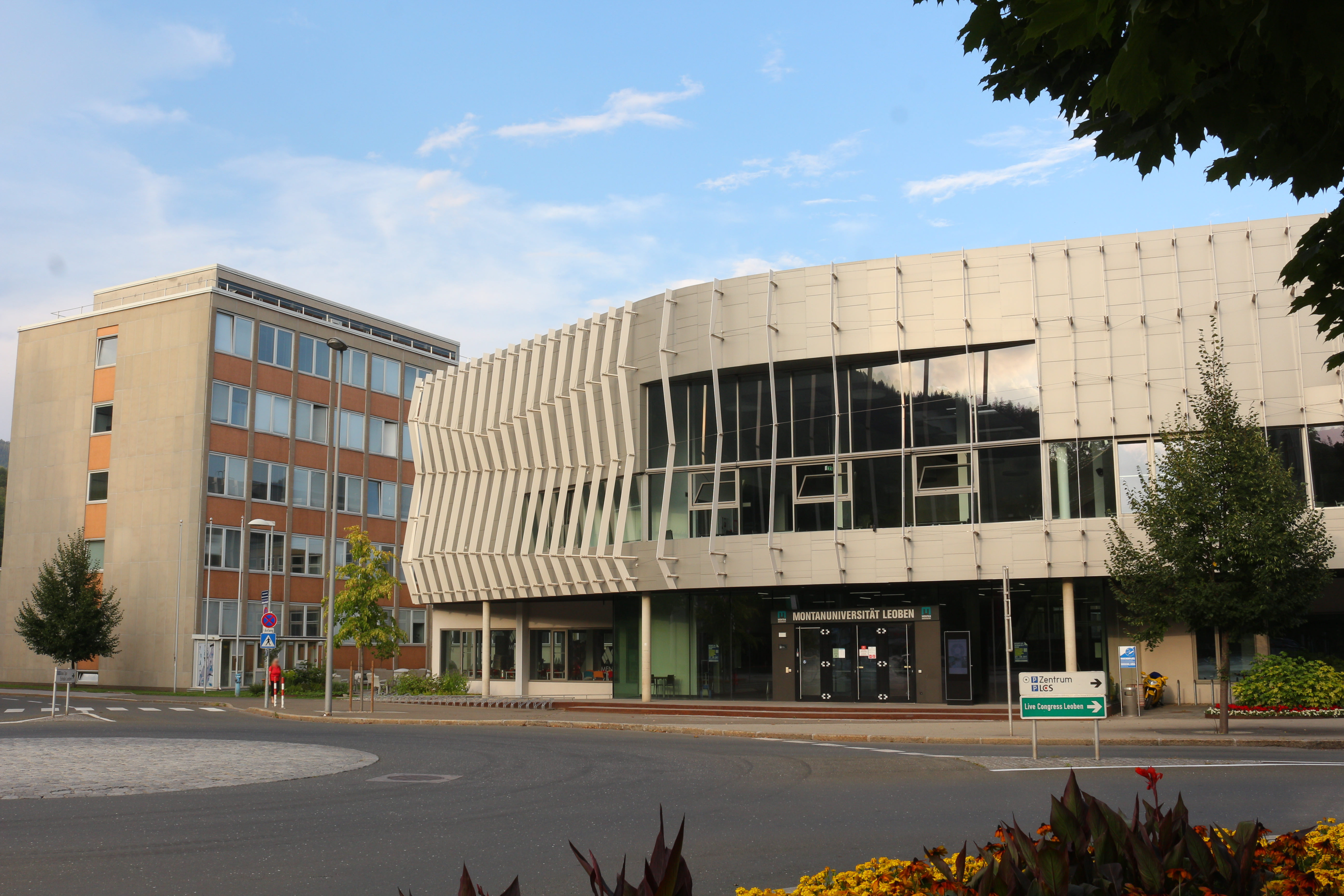
Mit dem Hauptgebäude verbundene Zubauten

60 Jahre nach der Eröffnung des Hauptgebäudes war die Anzahl der Lehrkanzeln an der Hochschule von 11 auf 26 angestiegen, die Anzahl der Studierenden hatte sich mehr als verdreifacht. Dem weiter steigenden Platzbedarf wurde mit der Errichtung des Rittinger-Gebäudes in den 1950er Jahren und sogenannter Erweiterungsbauten in den 1960er Jahren Rechnung getragen. Letztere sind nordwärts über eine Verbindungsbrücke mit dem Hauptgebäude verbunden. 
Angesichts des 150. Jubiläums der Gründung der Steiermärkisch-Ständischen Montanlehranstalt – inzwischen zum letzten Mal umbenannt in den noch heute verwendeten Namen Montanuniversität Leoben – wurde neben dem Umbau des Universitätsgebäudes in der Peter Tunner-Straße 5 auch die Aula im Hauptgebäude renoviert. Hierbei erhielt die Montanuniversität Hilfe von Professoren und Studenten der Kunsthochschule Graz.

### Heutige Nutzung
Mit Stand 2023 sind im Hauptgebäude u. a. Universitätsbibliothek und -archiv, mehrere Lehrstühle und Hörsäle, sowie die Büros der Universitätsleitung (Rektorat, Senat, Studiendekan und Universitätsrat), der Arbeitsmedizin und der Abteilung Finanzen und Controlling untergebracht.

## Trivia
Zeitweise befand sich im Innenhof ein ausgedienter Förderturm. Das 1888 in Graz gebaute Fördergerüst war ursprünglich im Anna-Schacht des Kohlereviers Seegraben im Einsatz, bevor es schließlich der Hochschule überlassen wurde.